# Iván Pedroso
Iván Lázaro Pedroso Soler, född i Havanna 17 december 1972, är en kubansk friidrottare (längdhoppare).
Pedroso började sin karriär med att bli fyra vid junior-VM 1990. Redan samma år hoppade han första gången över 8 meter i längd.
Efter att ha vunnit två raka inomhus-VM, såväl 1993 som 1995, slog Pedroso till och vann VM i Göteborg 1995. Detta blev början på en väldigt lång framgångsrik karriär. Pedroso etablerade sig som en av världens främsta längdhoppare genom tiderna, han dominerade grenen fullkomligt 1995-2001 då han vann samtliga världsomspännande mästerskap utom OS 1996 (då Carl Lewis vann).
Pedroso misslyckades förvisso i OS 1996 i Atlanta där han bara blev 12:a. Men efter misslyckandet blev det tre raka VM-guld (1997, 1999 och 2001). Dessutom blev det OS-guld vid OS 2000 i Sydney.
Vid OS 2004 slutade Pedroso först på sjunde plats i finalen.
Pedrosos personliga rekord är på 8,71 från 1995. Samma år utropades först Pedroso till ny världsrekordinnehavare då han i Sestriere noterade 8,96 meter (en centimeter längre än Mike Powells rekordnotering). Vinden i hoppet angavs först till + 1,2 m/s, vilket väl underskred tillåtna 2,0 m/s. Italienska friidrottsförbundet vidarebefordrade dock ej resultatet till IAAF för godkännande som rekord då en funktionär skymt vindmätaren i samband med samtliga Pedrosos hopp i tävlingen (det bör i sammanhanget noteras att det rådde över tillåtna 2,0 m/s vind vid flertalet av övriga idrottsmäns hopp).

## Medaljer
Guld
- OS 2000 (8,55)
- VM 1995 (8,70)
- VM 1997 (8,42)
- VM 1999 (8,56)
- VM 2001 (8,40)
- Inomhus-VM 1993 (8,23)
- Inomhus-VM 1995 (8,51, MR)
- Inomhus-VM 1997 (8,51, =MR)
- Inomhus-VM 1999 (8,66, MR)
- Inomhus-VM 2001 (8,43)
- Panamerikanska spelen 1995 (8,50)
- Panamerikanska spelen 1999 (8,52)
- Panamerikanska spelen 2003 (8,23)

## Rekord
- Kubanskt rekord i längdhopp: 8,71, Salamanca, 18 juli 1995
- Personbästa i trestegshoppning: 16,05, Havanna, 9 februari 1991